# Korec (jednotka)
Korec nebo kořec, někdy též strych nebo měřice, je stará česká míra plošného obsahu a objemová míra užívaná pro sypké látky, jež byla užívána jak v Čechách tak i v jiných evropských zemích.

## Česká jednotka objemu

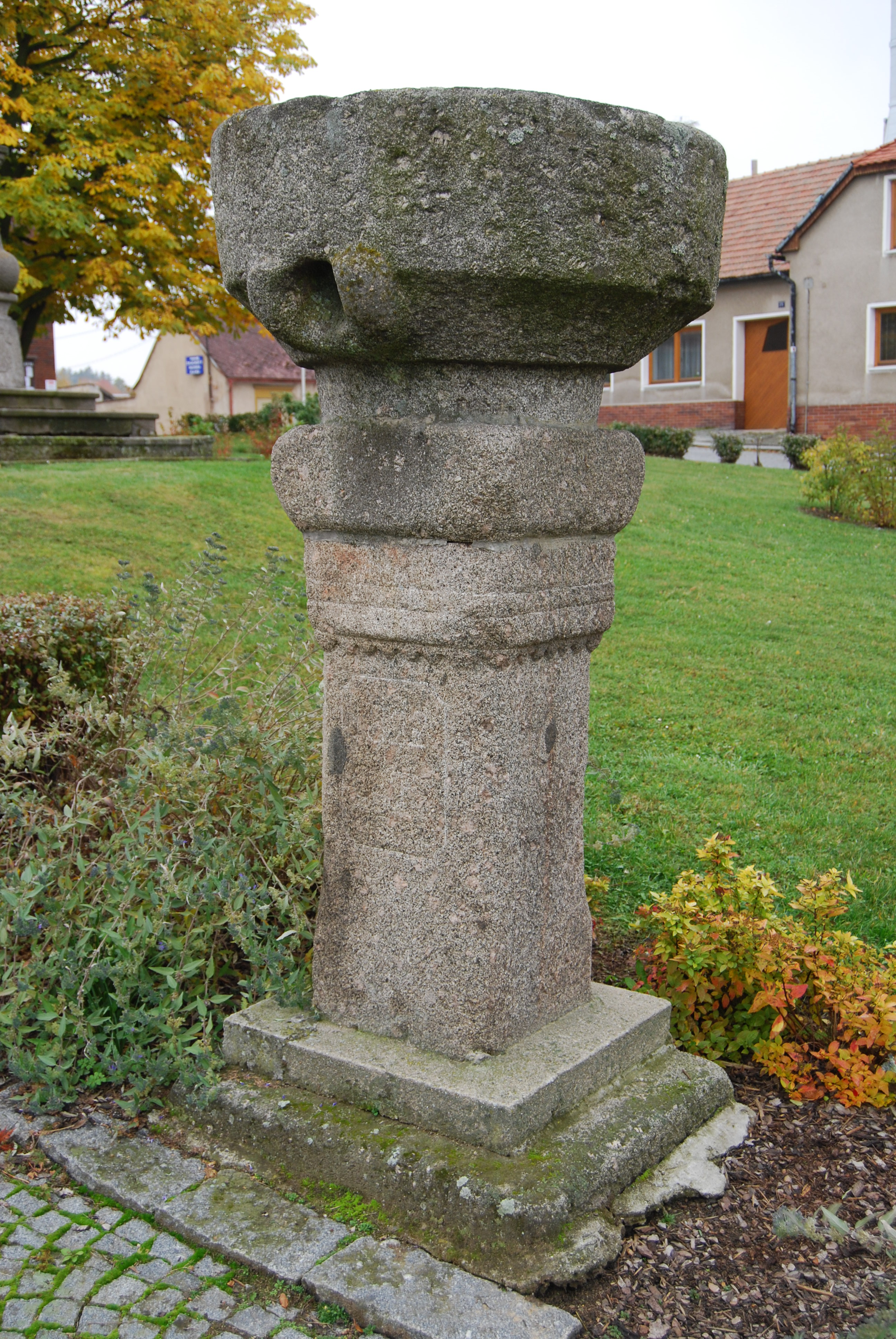
Korec umístěný v obci Krásná Hora nad Vltavou.

- jeden korec – korec pražský nebo korec český = 93 litrů = 4 věrtele = 16 měřiček = 32 achtlů = 48 pint
- podle nařízení z roku 1764 byla hodnota upravena na: jeden korec = 93,54 litru, zde jakožto normál byla stanovena nádoba o výšce 40,8 centimetru a dutém průměru cca 54 centimetru
- alternativní hodnota: jeden korec = 93,58 nebo 93,59 litru (hodnoty se mírně liší, neboť přepočty nejsou zcela přesné)

### Místní odlišnosti před rokem 1764
- Kutná Hora: jeden korec = 139 litru
- Litoměřice: jeden korec = 4/3 pražského korce = 124 litrů
- Litomyšl: jeden korec = 93,23 litrů
- Mělník: jeden korec = 125 litrů
- Písek: jeden korec = 96 litrů nebo 102 litrů
- Turnov: jeden korec = 140 až 146 litrů

## Jednotka plochy
- jeden korec neboli staročeský korec = 0,285 hektaru = 8112 čtverečních loktů = 2850 čtverečních metrů, tento korec se pak také nazýval jitro – býval vyměřován jakožto obdélník jedenkrát tři provazců po 52 loktech (tedy 3 zemské čtvereční provazce); od roku 1765 jeden korec = 2877,5 metru čtverečního = 0,5 vídeňského jitra
- jeden korec viničný = 2865 metru čtverečního = 2 čtvereční viničné provazce = 8192 čtverečních loktů